# 大波柳希夫

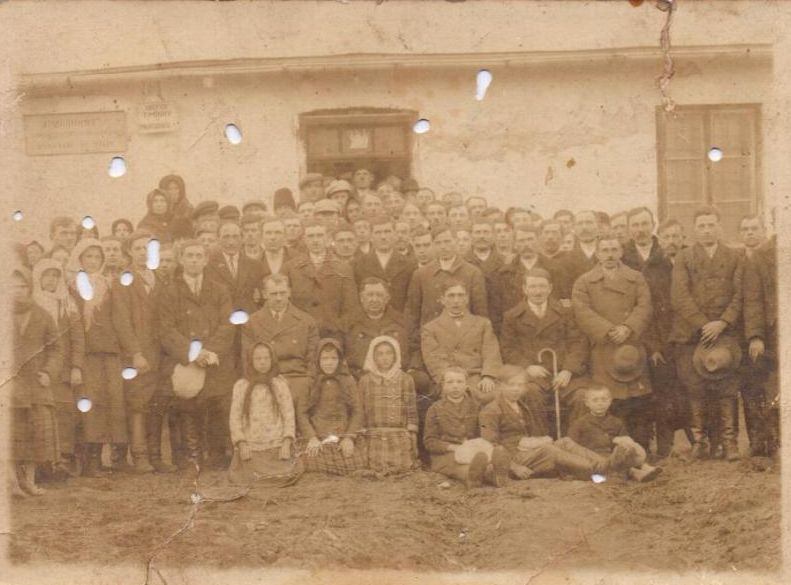

49°47′35″N 24°27′56″E / 49.79306°N 24.46556°E
大波柳希夫（烏克蘭語：Великий Полюхів），是烏克蘭西部的村莊，隸屬利維夫州的佐洛奇夫區。該村面積1.58平方公里，海拔高度263米，2001年人口301，人口密度每平方公里190.51人。